# پونزی
latitudeپونزیlongitudeپونزی
پِوِنزی یک روستا و عمران محله در ناحیه ویلدن ساسکس شرقی ، در انگلستان است. بخش اصلی روستا در ۵ مایلی (۸ کیلومتر) شمال شرق ایست‌بورن واقع شده است و بخشی از این محله به طول یک مایل (۱٫۶ کیلومتر) داخل خلیج پِوِنسی قرار گرفته است. در این مکان بود که ویلیام فاتح برای اشغال انگلستان در ۱۰۶۶ پس از گذر از آبراه انگلستان از نرماندی در فرانسه پا به خشکی نهاد.